# 유지훈 (축구 선수)
유지훈(柳志訓, 1988년 6월 9일 ~ )은 대한민국의 축구 선수로, 포지션은 왼쪽 풀백/윙백이다.

## 선수 생활

### 유소년기 ~ 경남 FC
경기도 남양주시에서 태어난 유지훈은 잠원초등학교에서 축구를 시작하여, 남대문중학교, 장훈고등학교 축구부를 거쳤고, 2007년 한양대학교 축구부에 입단하였다. 유지훈은 한양대학교를 졸업하지 않고, 2009년 11월 17일 K리그 신인 선수 드래프트에 참여하였다. 드래프트 결과 경남 FC의 번외지명을 받아 프로 계약을 체결하게 되었다. 그러나 유지훈은 경남 FC에서 단 5경기 출장만을 기록한 채, 방출되어 퇴단하였다. 이 후 부산 아이파크 입단 테스트에 참가하였다. 결과를 기다리면서도 새로운 팀을 찾기 위해 바쁘게 움직였으며, 일본 J리그행도 타진하고 있었다. 그러나 계약이 진행되던 도중, 동일본 대지진 발생의 여파로 해당 구단 연고지가 쓰나미의 피해를 받아 무산되기도 하였다. 2011년 여름 고국으로 돌아와 실업 축구단 목포시청 축구단에서 몸을 만들던 도중, 안익수 감독의 제의를 받아 부산 아이파크에 연습생으로 입단하게 되었다.

### 부산 아이파크
2011년 7월 유지훈은 부산 아이파크와 정식 계약을 맺고 입단하였다. 당시 부산은 K리그 승부조작 사건의 여파로 인해, 수비수 4명이 퇴단한 상태로 긴급 수혈에 바쁜 시기였다. 유지훈은 부산에서의 첫 시즌에 후반기 동안 다섯 경기 출전하였다. 이듬해 동계 훈련에 적극 참여하면서 기대치를 높였고, 2012 시즌에 들어서는 부산의 주전 왼쪽 풀백으로 자리매김 하였다. 부산 아이파크를 7위에 안착시키는 데 크게 일조한 유지훈은 이듬해 군복무 해결을 위해 상주 상무 축구단에 입단하게 되었다.

#### 상주 상무 (군복무)
상주 상무는 당시 2부 리그로 강등된 상태였으며, 유지훈은 처음으로 하부 리그를 경험해 보게 되었다. 상무에서의 첫 시즌 동안 5경기를 출전하였으며, 상주 상무는 해당 시즌 K리그 챌린지에서 우승을 차지하며 1부 리그로의 승격에 성공하였다. 유지훈은 곧바로 1부 리그에 복귀하게 되었으며, 2014 시즌 동안 상주 상무의 주전 왼쪽 풀백으로 활용되었다. 4월 5일 전남 드래곤즈와의 원정 경기에서 전반 8분 만에 득점을 기록하기도 하였다. 전역 이후 곧바로 부산에서 9경기에 출전하며, 여전히 부산의 주요 자원임을 증명하였다.

#### 부산 아이파크로의 복귀
K리그 클래식 2015 시즌 유지훈은 부산 주전 왼쪽 풀백으로 활약하였으나, 팀은 6라운드 이후로 지속적으로 11위만을 기록하고 있었다. 결국 K리그 승강 플레이오프까지 가게 되었으며, 플레이오프 두 경기에 모두 출전하였으나 팀의 강등을 막지는 못하였다. 유지훈은 다시 K리그 챌린지로 돌아가게 되었으며, 팀의 승격과 강등을 모두 경험해 보기도 하게 되었다. 2016 시즌 이후 구현준 등에게 점차 밀리기 시작하였으며, 2017 시즌에도 로테이션 멤버로 가동되었다.

### 서울 이랜드
2017년 7월 13일 유지훈은 K리그 챌린지의 서울 이랜드 FC로 이적하였다. 이적 형식은 트레이드였으며, 대상자는 동일 포지션인 이준희였다. 8월 23일 잠실종합운동장에서 펼쳐진 K리그 챌린지 26라운드 아산 무궁화와의 경기에서 선발 출전한 유지훈은, 전반 39분 본인이 프리킥을 올린 것을 최오백이 헤더로 마무리지으며 서울 이랜드에서의 첫 공격 포인트를 기록하게 되었다.

### 기록
2018년 6월 30일 기준
| 시즌        | 클럽               | 디비전      | 리그 | 리그 | 리그 | FA컵 | FA컵 | FA컵 | 리그컵 | 리그컵 | 리그컵 | 대륙 대회 | 대륙 대회 | 대륙 대회 | 통산 | 통산 | 통산 |
| 시즌        | 클럽               | 디비전      | 출장 | 득점 | 도움 | 출장 | 득점 | 도움 | 출장   | 득점   | 도움   | 출장      | 득점      | 도움      | 출장 | 득점 | 도움 |
| ----------- | ------------------ | ----------- | ---- | ---- | ---- | ---- | ---- | ---- | ------ | ------ | ------ | --------- | --------- | --------- | ---- | ---- | ---- |
| 2010        | 경남 FC            | 1부         | 2    | 0    | 0    | ?    | ?    | ?    | ?      | ?      | ?      | ㅡ        | ㅡ        | ㅡ        | 2    | 0    | 0    |
| 2011        | 부산 아이파크      | 1부         | 5    | 0    | 0    | ?    | ?    | ?    | ?      | ?      | ?      | ㅡ        | ㅡ        | ㅡ        | 5    | 0    | 0    |
| 2012        | 부산 아이파크      | 1부         | 31   | 1    | 0    | ?    | ?    | ?    | ㅡ     | ㅡ     | ㅡ     | ㅡ        | ㅡ        | ㅡ        | 31   | 1    | 0    |
| 2013        | 상주 상무 (군복무) | 2부         | 5    | 0    | 0    | ?    | ?    | ?    | ㅡ     | ㅡ     | ㅡ     | ㅡ        | ㅡ        | ㅡ        | 5    | 0    | 0    |
| 2014        | 상주 상무 (군복무) | 1부         | 18   | 1    | 4    | ?    | ?    | ?    | ㅡ     | ㅡ     | ㅡ     | ㅡ        | ㅡ        | ㅡ        | 18   | 1    | 4    |
| 2014        | 부산 아이파크      | 1부         | 9    | 0    | 0    | ?    | ?    | ?    | ㅡ     | ㅡ     | ㅡ     | ㅡ        | ㅡ        | ㅡ        | 9    | 0    | 0    |
| 2015        | 부산 아이파크      | 1부         | 25   | 1    | 1    | ?    | ?    | ?    | ㅡ     | ㅡ     | ㅡ     | ㅡ        | ㅡ        | ㅡ        | 25   | 1    | 1    |
| 2016        | 부산 아이파크      | 2부         | 14   | 0    | 0    | ?    | ?    | ?    | ㅡ     | ㅡ     | ㅡ     | ㅡ        | ㅡ        | ㅡ        | 14   | 0    | 0    |
| 2017        | 부산 아이파크      | 2부         | 9    | 0    | 1    | ?    | ?    | ?    | ㅡ     | ㅡ     | ㅡ     | ㅡ        | ㅡ        | ㅡ        | 9    | 0    | 1    |
| 2017        | 서울 이랜드        | 2부         | 12   | 0    | 1    | 0    | 0    | 0    | ㅡ     | ㅡ     | ㅡ     | ㅡ        | ㅡ        | ㅡ        | 12   | 0    | 1    |
| 2018        | 서울 이랜드        | 2부         | 10   | 0    | 0    | 1    | 0    | 0    | ㅡ     | ㅡ     | ㅡ     | ㅡ        | ㅡ        | ㅡ        | 10   | 0    | 0    |
| 2018        | 경남 FC            | 1부         | 0    | 0    | 0    | 0    | 0    | 0    | ㅡ     | ㅡ     | ㅡ     | ㅡ        | ㅡ        | ㅡ        | 0    | 0    | 0    |
| 커리어 통산 | 커리어 통산        | 커리어 통산 | 140  | 3    | 7    | 1    | ?    | ?    | ?      | ?      | ?      | 0         | 0         | 0         | 141  | 3    | 7    |

K리그 클래식 2015 시즌 승강 플레이오프 2경기 출장 기록이 포함되어 있다.

## 배우자
- 최영은 (2018년 ~ 현재)

## 수상

### 클럽

#### 상주 상무
- K리그 챌린지
  - 우승 1회 : 2013